# Boteni, Dâmbovița
Boteni este un sat în comuna Conțești din județul Dâmbovița, Muntenia, România.